# Scarica di un condensatore

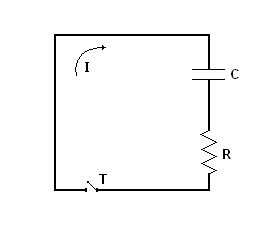
Circuito per la scarica di un condensatore

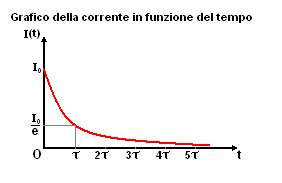
Andamento della corrente in funzione del tempo per un circuito di scarica di un condensatore

La scarica di un condensatore in un circuito elettrico è il processo mediante il quale le cariche accumulate sulle armature di un condensatore si disperdono nel circuito in seguito all'applicazione di una resistenza.
La corrente elettrica e le leggi di Kirchhoff valgono esattamente solo quando le condizioni sono stazionarie, cioè quando le grandezze in gioco non dipendono dal tempo. Necessariamente però queste condizioni sono ideali: le leggi che ci interessano valgono anche per quelle condizioni che vengono dette quasi-stazionarie, cioè che variano così lentamente nel tempo che le leggi continuano a valere. Due di questi casi notevoli sono la scarica e la carica di un condensatore.

## La legge di scarica del condensatore
Consideriamo allora un circuito come quello in figura in cui l'interruttore è inizialmente aperto, il condensatore è carico (eventualmente caricato da un generatore) e quindi possiede una differenza di potenziale ai capi di C che è {\displaystyle V_{0}}. Al tempo {\displaystyle t=0}, le condizioni iniziali sono: {\displaystyle V(t=0)=V_{0}} e {\displaystyle Q(t=0)=C\cdot V_{0}}; chiudiamo l'interruttore T.
Vediamo come variano nel tempo le grandezze in gioco. 
Innanzitutto possiamo trovare il valore istantaneo del potenziale del condensatore:
{\displaystyle V_{c}(t)={\frac {Q(t)}{C}}}
Dato che sulla resistenza la differenza di potenziale è data da:
{\displaystyle V_{R}(t)=-R\cdot I(t)}
E sapendo che in un circuito chiuso la somma algebrica delle tensioni è uguale a zero, dunque:
{\displaystyle V_{c}(t)+V_{R}(t)=0}
Abbiamo che:
{\displaystyle {\frac {Q(t)}{C}}-R\cdot I(t)=0}
Per definizione, la corrente elettrica è la quantità di carica che attraversa una sezione fissa nell'unità di tempo:
{\displaystyle I(t)=-{\frac {dQ(t)}{dt}}}
Il segno meno nella precedente equazione deriva dal fatto che, in accordo con la notazione adottata, {\displaystyle Q(t)} rappresenta la carica accumulata nel condensatore, mentre {\displaystyle I(t)} è la corrente che fluisce nel circuito. Da ciò segue che quando il condensatore si scarica si ha {\displaystyle {\frac {dQ(t)}{dt}}<0} mentre la corrente che fluisce nel circuito è {\displaystyle I(t)>0}.
Sostituendo, avremo:
{\displaystyle {\frac {Q(t)}{C}}+R\cdot {\frac {dQ(t)}{dt}}=0}
A questo punto possiamo separare le variabili, al fine di risolvere l'equazione differenziale, ottenendo:
{\displaystyle {\frac {dQ(t)}{Q(t)}}=-{\frac {dt}{RC}}}
Dobbiamo dunque integrare l'ultima equazione:
{\displaystyle \int _{Q_{0}}^{Q}{\frac {dQ(t)}{Q(t)}}=-{\frac {1}{RC}}\int _{0}^{t}dt}
La soluzione sarà:
{\displaystyle Q(t)=Q_{0}\cdot e^{-{\frac {t}{RC}}}}
Ricaviamo l'equazione del potenziale in funzione del tempo per la scarica del condensatore:
{\displaystyle V(t)={\frac {Q(t)}{C}}\rightarrow V(t)=V_{0}\cdot e^{-{\frac {t}{RC}}}=V_{0}\cdot e^{-{\frac {t}{\tau }}}}
dove {\displaystyle \tau =RC} ha un valore costante ed è detta costante di tempo del circuito.
Ricaviamo l'equazione della corrente in funzione del tempo:
{\displaystyle I(t)={\frac {dQ(t)}{dt}}=-V_{0}C\cdot {\frac {d}{dt}}\left(e^{-{\frac {t}{RC}}}\right)=-{\frac {V_{0}\not C}{\not CR}}\cdot (-e^{-{\frac {t}{RC}}})={\frac {V_{0}}{R}}\cdot e^{-{\frac {t}{\tau }}}}
Come si vede dal grafico della corrente essa decresce esponenzialmente a zero e già ad una costante di tempo la corrente dal valore massimo iniziale {\displaystyle I_{0}={\frac {V_{0}}{R}}} si riduce di 1/e.
In regime di tensione/corrente alternata invece il condensatore si carica e si scarica assecondando le variazioni di tensione/corrente ai suoi capi ovvero con la stessa frequenza di oscillazione dell'eccitazione.

## Bilancio energetico
La variazione di energia potenziale del condensatore è:
{\displaystyle \Delta U={\frac {Q_{0}^{2}}{2C}}-{\frac {0^{2}}{2C}}}
mentre il calore dissipato per effetto Joule è:
{\displaystyle \int _{0}^{\infty }R\cdot I(t)^{2}\ dt=R\int _{0}^{\infty }{\frac {V_{0}^{2}}{R^{2}}}e^{-{\frac {2t}{RC}}}dt={\frac {V_{0}^{2}}{R}}\int _{0}^{\infty }e^{-{\frac {2t}{RC}}}dt={\frac {V_{0}^{2}C}{2}}={\frac {Q_{0}^{2}}{2C}}}
cioè l'energia potenziale del condensatore si trasforma tutta in calore nel processo di scarica:
{\displaystyle \Delta U=\int _{0}^{\infty }R\cdot I(t)^{2}\ dt}